# Emil Kunert
Emil Kunert (3. srpna 1934 Poprad – 1. června 2020 Martin) je bývalý slovenský fotbalista a trenér. Žil v martinské městské části SEVER.
Jeho syn Ľubomír Kunert je bývalým prvoligovým fotbalistou.

## Hráčská kariéra
Začínal ve Zvolenu, dále hrál v Banské Bystrici, Čierném Balogu a největší část kariéry strávil v klubu Spartak/Strojárne Martin (1955–1967).

## Trenérská kariéra
Po skončení hráčské kariéry se stal trenérem. Od roku 1967 trénoval martinské dorostence, v roce 1970 převzal divizní A-mužstvo klubu Mostáreň Brezno. Poté byl asistentem trenéra Štefana Jačianského a Štefana Čambala v ZŤS Martin. Jako hlavní trenér dále působil v klubech LB Zvolen, ZŤS Martin (1979–1980), Chemlon Humenné (1980–1981), TŽ Třinec (1981–1984), Vagónka Poprad (1984–1985), Spartak ZŤS Dubnica nad Váhom (1985–1987), opět ZŤS Martin, Dynamo Dolný Kubín a Lokomotíva Vrútky.